# برگ آن مائاس
برگ آن مائاس (به هلندی: Berg aan de Maas) یک منطقهٔ مسکونی در هلند است که در استین، لیمبورخ واقع شده‌است. برگ آن مائاس ۱٫۰۲ کیلومتر مربع مساحت و ۲٬۰۵۰ نفر جمعیت دارد.